# James Austen
Pour les articles homonymes, voir Austen.
James Austen (1765-1819) est le frère aîné de la romancière anglaise Jane Austen.
D'un naturel plus grave, voire plus mélancolique que le reste de la fratrie, il devient clergyman. Il se marie deux fois, avec Anne Mathew d'abord, puis avec Mary Lloyd après la mort soudaine d'Anne en mai 1795.
Bien qu'écrivant des poèmes, il n'est jamais publié, à l'exception de son hebdomadaire The Loiterer, entre janvier 1789 et mars 1790.

## Biographie

### Vocation religieuse et premier mariage
Né le 13 février 1765, James est un enfant tourné vers les études sérieuses, inclination qu'il aura toute son existence, jusque dans les graves poésies religieuses de la fin de sa vie.
C'est son père, George Austen, qui l'éduque à la maison jusqu'à l'été 1779, avant qu'il ne s'en aille au St John's College de l'université d'Oxford, pour laquelle il bénéficie d'une bourse. Il en est diplômé en 1783 et obtient son titre de Master of Arts (M. A.) en 1788.
Il est ordonné diacre le 10 décembre 1787, puis obtient un poste de vicaire en juillet 1788, dans le village de Stoke Charity, près de Winchester. Il est ordonné pasteur en juin 1789, puis est nommé curé de Sherborne St John, près de Basingstoke, en septembre 1791. Il devient le vicaire de son père à Dean, en 1792, à l'occasion de son mariage avec Anne Mathew en mars de la même année. 
En mai 1795, sa femme, pourtant apparemment en bonne santé, meurt brusquement. Ne pouvant s'occuper de leur fille Anna de façon satisfaisante, il l'envoie au presbytère de Steventon rejoindre le reste de la famille Austen, avant d'épouser Mary Lloyd en secondes noces en janvier 1797. Il a avec elle deux autres enfants, James Edward et Caroline. 

### Les sœurs Mary et Martha Lloyd
Mary Lloyd et sa sœur Martha étaient des amies d'enfance des enfants Austen. Jane Austen et Mary Lloyd ne sont jamais devenues proches l'une de l'autre ; Martha, l'aînée de dix ans, entretient en revanche une longue amitié avec Jane : d'abord voisines, elles deviennent ensuite correspondantes. Puis, à la mort de sa mère, Mrs Lloyd, Martha est invitée à se joindre à Mrs Austen et ses deux filles, à Bath tout d'abord, puis à Southampton, et enfin à Chawton. 
Lorsque son père, George Austen, prend sa retraite et va s'installer à Bath, James et sa famille le remplacent au presbytère de Steventon. Sa tendance à une certaine mélancolie s'accentue, et il devient moins proche du reste de sa famille à partir de son mariage avec Mary Lloyd, d'un tempérament jaloux et aisément agressif, au point qu'il a été dit d'elle qu'elle était le modèle de Mrs Norris dans Mansfield Park.

### Autres aspects
En dehors de l'hebdomadaire The Loiterer (Le Flâneur), qu'il publie de janvier 1789 à mars 1790, aucune de ses œuvres littéraires ou poétiques ne sera publiée. 
James Austen meurt le 13 décembre 1819.